# 正義村 (嘉義縣)
23°30′03.5″N 120°15′58.3″E / 23.500972°N 120.266194°E
正義村位於臺灣嘉義縣六腳鄉南部，面積3.9600平方公里，有18鄰，人口約1,516人，建有宮廟，和風車的特色景觀。

## 地理
正義村位於六腳鄉南界，東臨溪厝村、潭墘村，西北以六腳排水(六腳大排水溝)與魚寮村相接，西以六腳排水(六腳大排水溝) 、臺19線與六腳村、六南村、更寮村為界，南臨朴子溪與朴子市相鄰。村中有嘉南大圳蒜頭支線流經，全村面積約為3.9600平方公里。

## 聚落歷史
兩溪村(現在的下雙溪)於永曆25年（1671）時由侯成、劉傳招佃開墾。正義村當時係由兩溪村(現在的下雙溪)合併日治時代的後朴子腳、潭仔墘大字之西南部的中溝、占厝厝小字而成，由於境內規模皆不大，而將村名定為正義。
地名釋義
1.後朴子腳：因村落建居地有一棵大樸仔樹而得名，但因南方有樸仔腳街(現在的朴子市)，故稱後樸仔腳以區分之；日治時代將樸字簡化成「朴」，遂成今名。
2.中溝：昔日此地原稱「大中溝」，因住屋集結於東西向水溝的南北側，而形成大小二個住屋集團，故以大、小中溝區分之，本地因規模較大而稱為大中溝。日治時代，小中溝居民遷移他地而散失，故本地簡稱中溝。
3.占富厝：此地原稱「詹厝厝」，因最早係由詹姓祖先來此開基而得名，意為詹姓宅厝所在之地；此由乾隆19年（1754）刻寫之碑文，指出康熙38年（1699）拓墾大槺榔地區的九個村莊之共有牛埔地，其中有詹厝厝，便可證明。後以「占」音近「詹」，漸轉化為占厝厝；此在乾隆2年（1737）時的一張賣契中，便已寫成占厝厝。因村落中以詹姓最富有，故又稱占富厝。昔日村落臨朴子溪，日治時期昭和8年（1933），因水患、嘉南大圳修築，村中耆老蔡東、保正陸志隆發起遷村，遂遷至現址，屋宇排列整齊，是一計畫性的村落。
4.下雙溪：原為兩溪村，民國63年被併入正義村。臨朴子溪西北岸，昔日朴子溪在此有一分流，形成雙溪，由於上游有一名稱相同的村落雙溪口（朴子市），本村因位在下游側，故名下雙溪。日治時期昭和7年（1932），嘉南大圳完成後，此地常遭水患，大部分居民遷至朴子形成計劃性聚落為新結庄仔（今德興里）。
5.大橋頭：此地在日治時代僅有4戶住家，因位於下雙溪地區至朴子的中間位置，又有人在此開店，故名「半路店仔」。因位置靠近朴子，後來有人在此蓋國宅，因近朴子溪橋頭，臨省道臺19線，交通便利，漸漸聚居較眾，遂漸得此名。
6.新厝：又稱「五戶仔」，民國時代，有三、五戶人家，由下雙溪的新厝內遷居至嘉50縣道的西側，故而得名。

## 教育
本村全村均在更寮村嘉義縣六腳鄉更寮國民小學學區。該校創立1946年，南緊鄰朴子市，北接雲林北港鎮，學習園地校區面積1.6公頃，約1.03甲 

## 文化資源
威靈廟：創立於清乾隆年間，主奉祖師爺由來位於嘉義縣六腳鄉正義村占富厝44號，昭和八年(1933)嘉南大圳開築，是耆老蔡東(蔡文載之父)及保正陸志隆兩人發起鳩金，遷建廟宇，據傳，原為占姓者所開基隨時建變化，占性已稀少，現有居民多雜姓，原初神像俊奉祀於民宅，迨至戰後經久失修，西年1947年是村長蔡文載發起清杞清水祖師廟基金，重建廟宇。

## 景點
正義村有風車故鄉之稱，中溝地區，村民部超過1000人，老人占三分之二，因此利用風車轉動，帶動壓條壓水灌溉農地，風車類型包括地中海和美式風車。